# Снайдер, Ди
Ди Снайдер (англ. Dee Snider, настоящее имя — Дэниел Снайдер, англ. Daniel Snider) (род. 15 марта 1955, Нью-Йорк, США) — американский рок-музыкант. Наибольшую известность получил как вокалист и фронтмен глэм-метал группы «Twisted Sister». Также известен как радиоведущий, актёр, сценарист, композитор, писатель.

## Биография

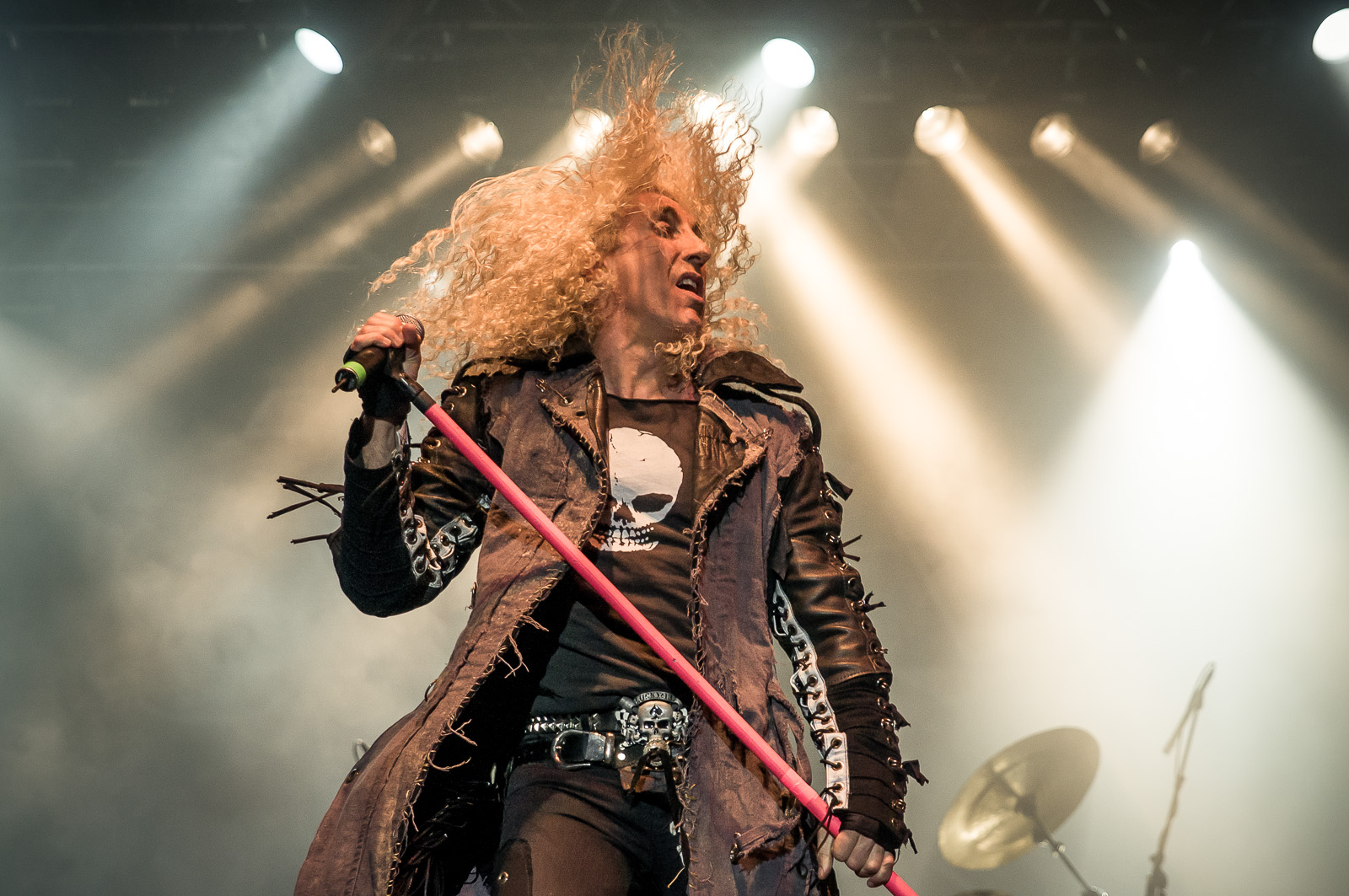
Norway Rock 2010

Дэниел Снайдер родился 15 марта 1955 года в Нью-Йорке в многодетной семье. Его отец — еврей, а мать родом из Швейцарии, Снайдер был воспитан как протестант. В детстве пел в церковном и школьном хорах, был отобран в хор штата. Имя «Ди» взял себе ещё в старших классах школы.
В 1976 г. Дэниел Снайдер присоединился к основанной Джей Джей Френчем группе «Twisted Sister», которая тогда специализировалась на глэм-роковых каверах. Ди Снайдер оказался не только отличным фронтменом, но и талантливым композитором. Снайдер возглавил группу, он писал бо́льшую часть песен и довольно быстро вывел «Twisted Sister» на передний край местной сцены.
На концертах Ди Снайдер применял устрашающие маски и пиротехнику, активно использовал грим, маскарадные костюмы. В музыке «Twisted Sister» комбинировали сексуально провокационную лирику, во многом рассчитанную на подростков, и глухие хоры с жёстким, металлическим рок’н’роллом.
В 1984 году Ди Снайдер успешно выступил перед Parents Music Resource Center — организацией родительского контроля за массовой культурой США — с речью в защиту своей музыки от подозрения в призывах к насилию. В 1985 году он написал книгу «Курс выживания для подростков», в которой исследует подростковые проблемы, в частности, призывает к отказу от курения, алкоголя, наркотиков, небезопасного секса. Отрывки из книги публиковались в советском молодёжном журнале «Ровесник» в 1989/1990 годах.
После распада «Twisted Sister» в 1987 году Снайдер основал проект «Desperado» вместе с экс-гитаристом Гиллана Берни Тормом, позже основал группу «Widowmaker», но обе эти группы оказались недолговечными. Также Снайдер имел успех в качестве хэви-метал диджея на радио. В 1997 году «Twisted Sister» воссоединились в прежнем составе.
В 2012 году Снайдер выпустил автобиографию «Shut Up and Give Me the Mic»
Ди Снайдер участвовал в создании 31 фильма; во многих из них он играет самого себя. Написал сценарий к фильму «Strangeland» и музыку к трём фильмам.
В списке ста лучших метал-вокалистов всех времён, опубликованном в журнале HitParader, Снайдер занимает 83-ю строчку.
С 1981 года женат на Сюзетт Снайдер, четверо детей. Жена по профессии — дизайнер костюмов. В настоящее время живёт на Лонг-Айленде, Нью-Йорк.

## Дискография
| Студийные альбомы - Under the Blade (1982) - You Can’t Stop Rock ’n’ Roll (1983) - Stay Hungry (1984) - Come Out and Play (1985) - Love Is for Suckers (1987) - Still Hungry (2004) - A Twisted Christmas (2006) Мини-альбомы - Ruff Cutts (1982) Сборники - Big Hits and Nasty Cuts: The Best of Twisted Sister (1992) - We’re Not Gonna Take It (1999) - The Essentials (2002) Концертные альбомы - Live at Hammersmith (1994) - Club Daze Volume 1: The Studio Sessions (1999) - Club Daze Volume II: Live in the Bars (2001) - Live at Wacken: The Reunion (2006) - A Twisted Christmas — Live (2007) - Live at the Astoria (2008) - Live at the Marquee (2011) Выпуски VHS\DVD - Stay Hungry Tour (VHS, 1984) - Come Out and Play (VHS, 1985) - Live at Wacken: The Reunion (DVD, 2004) - Twisted Sister: The Video Years (DVD, 2007) - Twisted Sister: A Twisted Christmas Live (DVD, 2007) | - Demo I + III — Demo (1990) - Bloodied But Unbowed (1996) (Альбом был записан в конце 80-х, но не был официально выпущен) - Ace (2006) (Содержит 11 треков из 13 с Bloodied But Unbowed) - Blood and Bullets (1993) - Stand By for Pain (1994) - Never Let the Bastards Wear You Down (2000) - Dee Does Broadway (2012) - We Are the Ones (2016) - For the Love of Metal (2018) - Leave a Scar (2021) - «Crazy Train» на Bat Head Soup: A Tribute to Ozzy (2000) - «Go to Hell» на Humanary Stew: A Tribute to Alice Cooper (1999) - «Go to Hell» на Welcome to My Nightmare: An All Star Salute to Alice Cooper (1999) - «Eleanor Rigby» на Eddie Ojeda's Axes 2 Axes (2005) - «Wasted Years» на Numbers from the Beast: An All Star Tribute to Iron Maiden (2005) - «SCG3 Special Report» на Lordi: The Arockalypse (2006) - «Detroit Rock City» на Spin the Bottle: An All-Star Tribute to KISS (2004) - Monster Circus live at the Las Vegas Hilton March 19-21 & 26-28, 2009 - «Paint It Black» на Harder & Heavier-60’s British Invasion Goes Metal (2010) - «I Wanna Rock» на America's Got Talent (2010) - «It Was a Very Good Year» на Sin-Atra (2011) - «Get Out! Now!» на Ayreon: Transitus (2020) |

## Фильмография

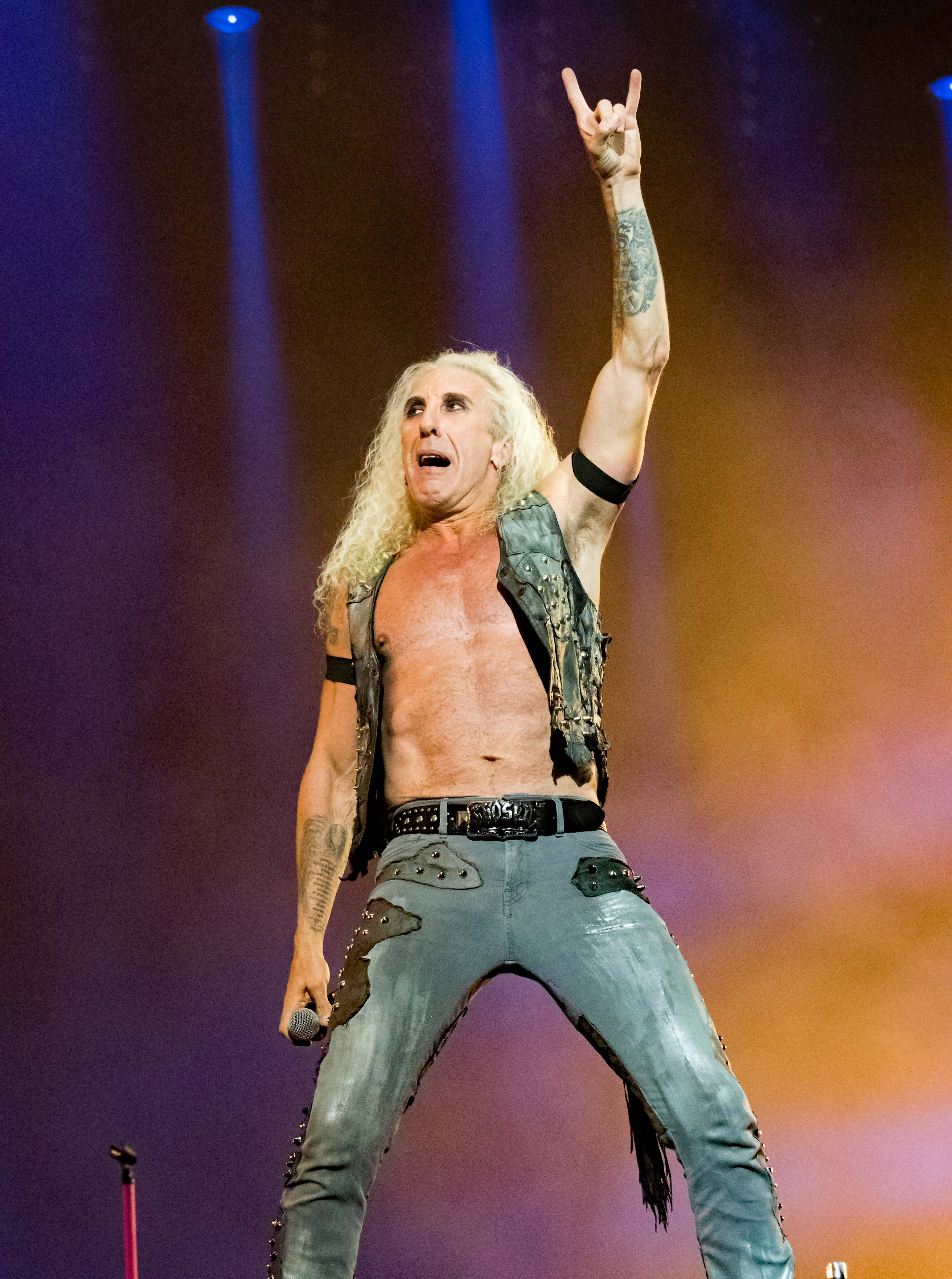
Wacken Open Air 2016

### Актёр
- 1985 — Большое приключение Пи-Ви / Pee-wee’s Big Adventure — (камео)
- 1997 — 1998 — Teen Angel (сериал) — Sammy Noah
- 1998 — Стрейнджлэнд / Strangeland — Carleton Hendricks / Captain Howdy
- 2004 — KISS Loves You
- 2004 — 100 Most Metal Moments (сериал) — рассказчик, озвучка
- 2005 — Тихий омут / Deepwater
- 2011 — Ронал-Варвар / Lord Volcazar, озвучка, английская версия

### Композитор
- 1986 — Железный орёл / Iron Eagle
- 2000 — Дорожное приключение / Road Trip
- 2001 — На связи / On the Line

### Сценарист
- 1998 — Стрейнджлэнд / Strangeland
- 2009 — Strangeland 2: Disciple

### Продюсер
- 1998 — Стрейнджлэнд / Strangeland

### Актёр (камео)
- 1986 — Twisted Sister: Come Out and Play (видео)
- 1987 — 1988 — New Adventures of Beans Baxter, The (сериал)
- 1992 — Ночное шоу с Джейем Лено / Tonight Show with Jay Leno, The (сериал) (1992)
- 1994 — 2005 — Говард Стерн / Howard Stern (сериал)
- 1995 — 2004 — Drew Carey Show, The (сериал) (1995—2004)
- 1997 — 2008 — E! Правдивая голливудская история / E! True Hollywood Story (сериал)
- 1997 — Части тела / Private Parts
- 1999 — 2006 — WWF Smackdown! (сериал)
- 1999 — 2004 — VH-1 Where Are They Now? (сериал)
- 2000 — 2007 — По домам! / Cribs (сериал)
- 2000 — 100 Greatest Artists of Hard Rock (сериал)
- 2002 — Внимание: Нецензурные выражения / Warning: Parental Advisory
- 2003 — 2008 — Шоу Шаппелла / Chappelle’s Show (сериал)
- 2004 — I Love the '90s (сериал)
- 2005 — 2009 — Video on Trial (сериал)
- 2005 — Путешествие металлиста / Metal: A Headbanger’s Journey
- 2005 — Я обожаю 80-е 3-D / I Love the 80’s 3-D (сериал)
- 2005 — Howard Stern on Demand (сериал)
- 2006 — Больше, чем жизнь: История хэви-метал / Heavy Metal: Louder Than Life (видео)
- 2007 — Rock Band Cometh: The Rock Band Band Story (ТВ)
- 2010 — Побег из Вегаса / Get Him to the Greek
- 2010 — Лемми / Lemmy
- 2011 — Beyond of The Thunder
- 2020 — Cobra Kai

## Книги
- Курс выживания для подростков. Журнал «Ровесник», 1989-90 гг.
- Курс выживания для подростков. Издание на русском: М., «Горизонт», 1995. Позже переиздавалась под названием «Практическая психология для подростков, или Как найти своё место в жизни» (М., АСТ-пресс).
- Rock & Roll War Stories. Pitbull Publishing LLC.